# Gaillardia turneri
Gaillardia turneri là một loài thực vật có hoa trong họ Cúc. Loài này được Averett & A.M.Powell mô tả khoa học đầu tiên năm 1976.